# Gyula Senkey
Gyula Kázmér Senkey (ur. 16 sierpnia 1901 w Perbál, zm. 8 października 1983 w Jobaházie) – węgierski piłkarz występujący na pozycji pomocnika lub napastnika, reprezentant Węgier w latach 1925–1926.

## Kariera klubowa
Grę w piłkę nożną rozpoczął w klubie Rákoskeresztúri TE, skąd w 1920 roku przeniósł się do Törekvés SE. W latach 1921–1927 występował w MTK Hungária FC z którym trzykrotnie wywalczył mistrzostwo Węgier (1921/22, 1923/24, 1924/25) oraz krajowy puchar (1924/25). W 1927 roku przeszedł do Kispesti FC, gdzie grał przez 4 kolejne sezony na poziomie Nemzeti Bajnokság I.

## Kariera reprezentacyjna
4 października 1925 zadebiutował w reprezentacji Węgier w przegranym 0:1 meczu towarzyskim przeciwko Hiszpanii w Budapeszcie. W sierpniu 1926 roku w meczu z Polską (4:1) zdobył jedyną bramkę w drużynie narodowej. Ogółem w latach 1925–1926 rozegrał on w reprezentacji 3 spotkania w których strzelił 1 gola.

## Życie prywatne
Brat Imre Senkeya.

## Sukcesy
MTK Hungária FC
- mistrzostwo Węgier: 1921/22, 1923/24, 1924/25
- Puchar Węgier: 1924/25